# Castelo de Villafuerte de Esgueva

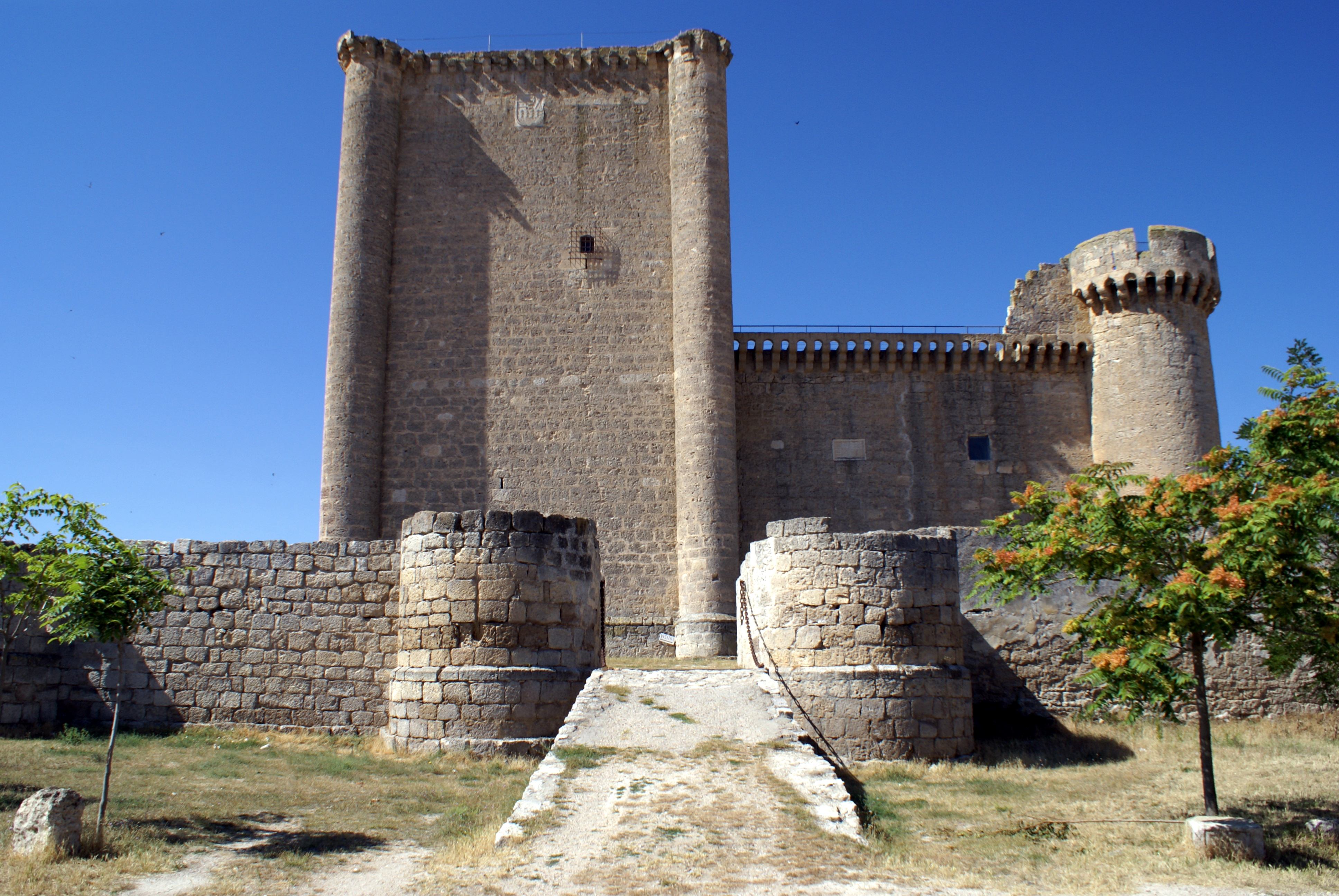
Castelo de Villafuerte de Esgueva, Espanha.

O Castelo de Villafuerte de Esgueva localiza-se no município de Villafuerte de Esgueva, na província de Valladolid, comunidade autónoma da Castela e Leão, na Espanha.

## História
A sua edificação remonta ao século XV. Foi residência dos Franco, família de cristãos-novos proveniente de Toledo, que adquiriu o senhorio de Villafuerte.
Actualmente o monumento é propriedade da "Asociación Española de Amigos de los Castillos". Encontra-se bastante conservado, mas em processo de restauração, visando convertê-lo em museu e atração turística. A torre de menagem já se encontra restaurada e mobiliada.

## Características
Trata-se de um castelo senhorial de características semelhantes às dos demais de sua região e época, como por exemplo o Castelo de Fuensaldaña e o Castelo de Torrelobatón.